# Мета (міфологія)
Ме́та (грец. Methe) — у давньогрецькій міфології німфа сп'яніння, яка постійно супроводжує Діоніса; богиня, божество, уособлення пиття і пияцтва.
За Анакреонтом дочка Діоніса.
За Нонном була дружиною царя Стафіла і матір'ю Ботріса.
Образ Мети збережено на мозаїці античних часів, що у Сепфорісі